# Rekowo (powiat koszaliński)
Rekowo (kaszb. Rekowò, niem. Reckow) – wieś w Polsce położona w województwie zachodniopomorskim, w powiecie koszalińskim, w gminie Polanów.
W latach 1975–1998 miejscowość administracyjnie należała do województwa koszalińskiego.  W latach 1973–76 w gminie Sianów.
W Rekowie działa stowarzyszenie "Leśne Rekowo" i co roku odbywa się festyn pod tytułem "Bajkowe Rekowo".